# Xunfu
Als Xunfu (chin. 巡撫 xúnfǔ) wurden die Gouverneure der von der Yuan-Dynastie geschaffenen chinesischen Provinzen bezeichnet. Die Gouverneure wurden vom Kaiser ein- oder abgesetzt. Der Posten wurde mit dem Ende der Qing-Dynastie und der Gründung der Republik China 1911 abgeschafft.